# ال-گلوکوز
ال-گلوکوز (به انگلیسی: L-Glucose) با فرمول شیمیایی C6H12O6 یک ترکیب شیمیایی با شناسه پاب‌کم 7666 است. که جرم مولی آن ۱۸۰٫۱۶ گرم بر مول می‌باشد. 